# Grand Prix van Generaal San Martín 1949
De Grand Prix van Generaal San Martín 1949 was een autorace die werd gehouden op 27 februari 1949 op El Torreón in Mar del Plata.

## Uitslag
| Positie | Rijder             | Team       | Ronden | Tijd/Opgave                         | Startplaats |
| ------- | ------------------ | ---------- | ------ | ----------------------------------- | ----------- |
| 1       | Juan Manuel Fangio | Maserati   | 35     | 1:16:31.3                           | 2           |
| 2       | Prince Bira        | Maserati   | 34     | + 1 Ronde                           |             |
| 3       | Oscar Galvez       | Alfa Romeo | 33     | + 2 Rondes                          |             |
| 4       | Italo Bizio        | Alfa Romeo | 31     | + 4 Rondes                          |             |
| 5       | Andres Fernandez   | Maserati   | 31     | + 4 Rondes                          |             |
| 6       | Ernesto Tornquist  | Maserati   | 30     | + 5 Rondes                          |             |
| NF      | Alberto Ascari     | Maserati   | 27     | Motor                               | 4           |
| NF      | Luigi Villoresi    | Maserati   | 25     | Slinger                             | 1           |
| NF      | Giuseppe Farina    | Ferrari    | 8      | Oliepomp                            | 3           |
| NF      | Eitel Cantoni      | Maserati   | 5      | Crash                               |             |
| NF      | Reg Parnell        | Maserati   | 2      | Benzinetank                         |             |
| DNS     | Adriano Malusardi  | Alfa Romeo |        | Dodelijk ongeluk in trainingsritten |             |